# Nycole Raysla
Nycole Raysla Silva Sobrinho (Brasilia, 26 de marzo de 2000) es una futbolista brasileña. Juega como delantera en el Benfica del Campeonato Nacional de Portugal. Es internacional con la selección de Brasil.

## Trayectoria
Nycole firmó por el Benfica portugués el 6 de agosto de 2019, firmando un contrato de dos años. Después de registrar 22 goles en 30 partidos con el club lisboeta, su contrato fue extendido hasta 2026.

## Selección nacional
Nycole debutó con la selección de Brasil el 28 de noviembre de 2020 contra Ecuador, sustituyendo a Ludmila da Silva.

## Estadísticas

### Clubes
| Club           | País     | Año             |
| -------------- | -------- | --------------- |
| Sport Recife   | Brasil   | 2018            |
| Minas Brasilia | Brasil   | 2019            |
| Benfica        | Portugal | 2019 - presente |

## Palmarés

### Títulos nacionales
| Título                | Club    | País     | Año     |
| --------------------- | ------- | -------- | ------- |
| Supercopa de Portugal | Benfica | Portugal | 2019    |
| Copa de la Liga       | Benfica | Portugal | 2019-20 |
| Campeonato Nacional   | Benfica | Portugal | 2020-21 |
| Copa de la Liga       | Benfica | Portugal | 2020-21 |